# Coccinia
Coccinia Wight & Arn. – rodzaj bylin z rodziny dyniowatych. Należy do niego 28 gatunków występujących w tropikalnej i subtropikalnej Afryce i Azji, a jako rośliny introdukowane także w Australii i na kontynentach amerykańskich.

## Systematyka
Pozycja systematyczna według Angiosperm Phylogeny Website (2001...)
Rodzaj z rodziny dyniowatych z rzędu dyniowców, należących do kladu różowych w obrębie okrytonasiennych. W obrębie rodziny: podrodzina Cucurbitoideae, plemię Benincaseae.
Pozycja w systemie Reveala (1993-1999)
Gromada okrytonasienne Cronquist, podgromada Magnoliophytina Frohne & U. Jensen ex Reveal, klasa Rosopsida Batsch, podklasa ukęślowe Takht. ex Reveal & Tahkt., nadrząd Cucurbitanae Reveal, rząd dyniowce Dumort., podrząd Cucurbitineae Engl., rodzina dyniowate Juss., rodzaj Coccinia.
Wybrane rodzaje
- Coccinia abyssinica (Lam.) Cogn.
- Coccinia adoensis (Hochst. ex A.Rich.) Cogn.
- Coccinia barteri (Hook.f.) Keay
- Coccinia grandiflora Cogn.
- Coccinia grandis (L.) Voigt
- Coccinia heterophylla (Hook.f.) Holstein
- Coccinia hirtella Cogn.
- Coccinia intermedia Holstein
- Coccinia keayana R.Fern.
- Coccinia lalambensis Penz.
- Coccinia longicarpa Jongkind
- Coccinia longipetiolata Chiov.
- Coccinia mackenii Naudin ex C.Huber
- Coccinia megarrhiza C.Jeffrey
- Coccinia microphylla Gilg
- Coccinia mildbraedii Gilg ex Harms
- Coccinia ogadensis Thulin
- Coccinia pwaniensis Holstein
- Coccinia quinqueloba (Thunb.) Cogn.
- Coccinia racemiflora Keraudren
- Coccinia rehmannii Cogn.
- Coccinia samburuensis Holstein
- Coccinia schliebenii Harms
- Coccinia senensis (Klotzsch) Cogn.
- Coccinia sessilifolia (Sond.) Cogn.
- Coccinia subglabra C.Jeffrey
- Coccinia subsessiliflora Cogn.
- Coccinia trilobata (Cogn.) C.Jeffrey